# Kōza-gun

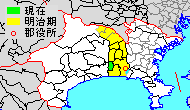
Lage des modernen Kreises in Kanagawa mit Gemeindegrenzen des 21. Jahrhunderts, heutiger Rest grün, Meiji-Zeitliche Ausdehnung gelb, dazwischen zeitweise zum Kreis gehörendes Gebiet cyan, Kreisverwaltung rot

Kōza (jap. 高座郡 Kōza-gun) ist ein Landkreis (-gun bzw. vormodern auch kōri) der japanischen Präfektur (-ken) Kanagawa. Seit 1978 besteht er nur noch aus einer einzigen Gemeinde: der Stadt (-machi) Samukawa.
Sein ursprüngliches modernes Gebiet bis 1940 umfasste das gesamte linke Ufer am Unterlauf des Flusses (-gawa) Sagami im Zentrum von Kanagawa bis zum Sakai-gawa im Osten, namentlich die heutigen kreisfreien Städte (-shi) Ayase, Ebina, Zama, Chigasaki, Yamato, einen Großteil von Fujisawa und den ursprünglichen Hauptteil von Sagamihara. Die moderne Kreisverwaltung 1878–1926 befand sich in Fujisawa[-Ōsaka]. Zu Kanagawa gehört der Kreis bereits seit Ende 1871, nachdem er bei der ersten Präfekturfusionswelle zunächst zur Präfektur Ashigara kommen sollte. Zum Ende der Edo-Zeit war der Großteil des Kreises direktes Shogunatsterritorium oder Hatamoto-Güter, Enklaven gehörten zu den Fürstentümern (-han) Karasuyama, Sakura und Nishi-Ōhira. Als Kreis der Provinz Sagami besteht Kōza seit dem Altertum, wobei sich der Name 高座 historisch auch Takakura las (eine altjapanische Lesung; Kōza ist sinojapanisch) und noch früher als Takakura zum Teil auch anders schrieb (高倉). Kōza umfasste lange auch Teile von Tsukui flussaufwärts, das erst im 19. Jahrhundert als eigenständiger Kreis betrachtet wurde.

## Gemeinden 1889
| Gemeindegliederung in Kōza (Ziffern) und Kamakura östlich davon 1889, heutige Gemeinden in Flächenfarben bzw. in blau: ohne Gebietsveränderung seit 1889 | |
| - 1 藤沢大坂町 Fujisawa-Ōsaka-machi, Sitz der Kreisverwaltung, 1907 Eingliederung von Fujisawa-Ōtomi-machi aus dem Kamakura-gun, ab 1908 藤沢町 Fujisawa-machi, ab 1940 Fujisawa-shi - 2 鵠沼村 Kugenuma-mura, 1908 zu Fujisawa-machi (ab 1940 -shi) - 3 明治村 Meiji-mura, 1908 zu Fujisawa-machi (ab 1940 -shi) - 4 茅ヶ崎村 Chigasaki-mura, 1909 zu einer neuen 茅ヶ崎町 Chigasaki-machi fusioniert, ab 1947 -shi - 5 松林村 Shōrin-mura, 1908 zu Chigasaki-machi (ab 1947 -shi) - 6 鶴嶺村 Tsurugane-mura, 1908 zu Chigasaki-machi (ab 1947 -shi) - 7 寒川村 Samukawa-mura, ab 1940 -machi - 8 小出村 Koide-mura, 1955 zwischen Fujisawa-shi und Chigasaki-shi geteilt - 9 御所見村 Goshomi-mura, 1955 zu Fujisawa-shi - 10 有馬村 Arima-mura, 1955 zu Ebina-machi (ab 1971 -shi) - 11 海老名村 Ebina-mura, ab 1940 -machi, 1955 Neugründungsfusion, ab 1971 -shi - 12 座間村 Zama-mura, ab 1937 -machi, 1941 zu Sagamihara-machi, 1948 wieder als Zama-machi abgetrennt, ab 1971 -shi | - 13 新磯村 Araiso-mura, 1941 zu 相模原町 Sagamihara-machi (ab 1954 -shi) - 14 麻溝村 Asamizo-mura, 1941 zu Sagamihara-machi (ab 1954 -shi) - 15 田名村 Tana-mura, 1941 zu Sagamihara-machi (ab 1954 -shi) - 16 溝村 Mizo-mura, ab 1926 上溝町 Kamimizo-machi, 1941 zu Sagamihara-machi (ab 1954 -shi) - 17 大沢村 Ōsawa-mura, 1941 zu Sagamihara-machi (ab 1954 -shi) - 18 相原村 Aihara-mura, 1941 zu Sagamihara-machi (ab 1954 -shi) - 19 大野村 Ōno-mura, 1941 zu Sagamihara-machi (ab 1954 -shi) - 20 鶴見村 Tsurumi-mura, ab 1891 大和村 Yamato-mura, ab 1943 -machi, ab 1959 -shi - 21 綾瀬村 Ayase-mura, ab 1945 -machi, ab 1978 -shi - 22 渋谷村 Shibuya-mura, ab 1944 -machi, ab 1955 unter Abtretung eines Teils an Fujisawa-shi wieder -mura, 1956 zu Yamato-machi (ab 1959 -shi) - 23 六会村 Mutsuai-mura, 1942 zu Fujisawa-shi |